# Lábrea
Lábrea es un municipio brasileño del Estado de Amazonas, considerado como uno de los principales centros agropecuarios del estado, además de ser un importante polo en el sur del estado.

## Geografía
Gran parte de su extensión territorial está cubierta por la selva amazónica y puede llegarse a ella por carretera desde la ciudad de Porto Velho (Rondonia), tomando la vía para Rio Branco (Acre). Se trata de una región aún poco poblada cuya densidad es de 0,4 habitantes por km².

## Historia

### Pueblos originarios
En el área Juruá-Purús predominaban los indígenas de las familias lingüísticas Pano, Arewak y Catuquina y en el área Tapajós-Madeira los Tupi (Mundurukú, Maué, Kawahyb).
En 1854 Fray Pedro Coriana fundó en el río Purus la misión de San Luis Gonzaga, con indígenas Muras, Cauinicis, Mamurus, Jamadis, Purupurus.

### Fundación
La ciudad de Lábrea fue fundada mediante ley provincial número 523, del 14 de mayo de 1881. Su historia remonta a la fiebre del caucho, con las grandes levas de inmigrantes nordestinos. Por otra parte los misioneros capuchinos se establecieron en la desembocadura del río Ituxi, donde fundaron la que después sería reconocida como parroquia y catedral de Nossa Senhora de Nazaré.

### Colonización
El proceso de colonización ha estado marcado por la especificidad de encontrarse la región entre tres estados brasileros (Acre, Amazonas y Rondonia), con historias distintas y además por la fuerte influencia de la colonización boliviana.

## Medio ambiente

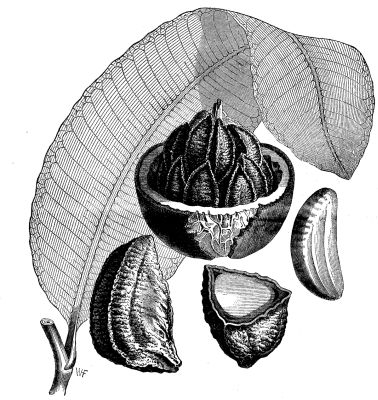
Nuez de Pará.

Hace parte del bioma de la Amazonia. Oficialmente han sido establecidas las reservas extractivistas (RESEX)  de Medio Purus y del Río Ituxi, esta última mantenido en asociación con el Instituto Chico Mendes.
El Siringal Novo Encanto es mantenido bajo la responsabilidad de la organización no gubernamental "Asociación Novo Encanto", fundada por miembros de la "Unión del Vegetal" y cuenta con apoyo institucional desde 1990. Ocupa  8.125 hectáreas de bosque nativo, en los límites de Amazonas con Acre. Se caracteriza por su intensa biodiversidad, com 381 especies de plantas identificadas. Tiene gran variedad de sistemas hídricos drenados por el río Iquiri y el río Ituxi, afluentes del río Purus. Además posee doce caños y seis lagunas. Se realizan diversas acciones para preservar el bosque de la extracción comercial de maderas. Por otra parte se desarrollan el ecoturismo y actividades económicas sustentables, como la recolección de nueces de Pará y la obtención artesanal de caucho.